# Hwasong-15
Die Hwasong-15 ist eine ballistische Interkontinentalrakete (ICBM), die sich derzeit in Nordkorea in Entwicklung befindet. Benannt ist sie, wie alle ballistischen Raketen Nordkoreas, nach dem Mars (koreanisch Hwasong, wörtlich „Feuerstern“). Von US-amerikanischer Seite bekam sie die Bezeichnung KN-22.

## Testflug
Der erste Testflug fand ohne vorherige Ankündigung am 28. November 2017 statt, dabei erreichte die Rakete eine Höhe von etwa 4500 km und ging dann rund 960 km entfernt im japanischen Meer nieder. Damit handelt es sich nach Berechnungen um die bis dahin am weitesten reichende Interkontinentalrakete Nordkoreas. Laut US-Verteidigungsminister könnte sie das gesamte nordamerikanische Festland treffen. Der Start erfolgte von einer Startplattform.

## Entwicklung
Äußerlich ähnelt die Hwasong-15 mit ihrer kompakten Bauweise der amerikanischen Titan (Interkontinentalrakete). Beide Raketen verwenden in der ersten Stufe zwei Triebwerksdüsen. Im Gegensatz zu den vorangegangenen nordkoreanischen Interkontinentalraketen Hwasong-13 und Hwasong-14 ist dies die erste ICBM mit Doppeldüsentriebwerk. Daher scheint die erste Stufe keine simple Weiterentwicklung der Hwasong-14 zu sein.
Über die zweite Stufe ist wenig bekannt, vermutet wird eine deutlich größere Treibstoffmenge als bei der Hwasong-14, sowie ein Design aus vier Schubdüsen.
Zum Transport der Hwasong-15 wird ein verlängerter neunachsiger Transport-LKW des Typs WS51200 verwendet, von welchem die Rakete auch aufgerichtet werden kann. Ob er zum Start geeignet ist, ist unklar. Die Hwasong-12 und Hwasong-14 wurden auf der achtachsigen Variante transportiert und können von dieser auch gestartet werden.

## Weiterentwicklung: Hwasong-17
Nachfolger der Hwasong-15 ist die ICBM Hwasong-17, welche eine noch größere Reichweite haben soll und 2020 erstmals vorgestellt wurde.
Beim Raketentest am 16. März 2023 flog laut KCNA eine Hwasong-17 von Nordkorea aus rund 1000 km weit ins Zielgebiet im Ostmeer, dem Japanischen Meer. Fachleute bezeichnen den Typ als Monsterrakete.